# Изохипса
Изохипсе (грч. isos - једнак, hypsos - висина) су такве замишљене (најчешће кривудаве) линије које на географским картама и другим картама, које као основу користе географску карту, повезују места исте надморске висине.
Што је мрежа изохипси гушћа, значи да се у природи ради о стрмијем подручју (планине на копну).
Копнене изохипсе се означавају светлосмеђом бојом. Зависно од размере карте, изохипсе су нацртане са еквидистанцом (вертикалним одстојањем двеју изохипса), односно висинским растојањем од 5, 10, 20, 50, 100 или више метара надморске висине. Тако је на прецизнијим картама терена размере R = 1:25 000 или R = 1:50 000 (такозваним специјалкама) најчешћи размак изохипси 20 метара, с тим да су изохипсе размака од 100 метара дебље нацртане. 

## Подела изохипси
Изохипсе могу бити:
- основне изохипсе - одговарају целој вредности еквидистанце. На карти су означене као непрекидне танке линије;
- главне изохипсе - одговарају петострукој вредности еквидистанце, тј. главна изохипса је свака пета основна изохипса. На карти су представљене непрекидном задебљаном линијом;
- помоћне изохипсе - одговарају половини или четвртини вредности еквидистанце. Представљене су испрекиданом, односно тачкастом линијом.